# 真島満秀
真島満秀（ましま みつひで、1946年4月3日 – 2009年3月14日）は、日本の鉄道写真家。日本写真家協会会員。長野県出身。

## 来歴
1978年10月に施された特急列車の絵付きトレインマークの全撮影、「鉄道歳時記」（小学館, 1985）の口絵写真で脚光を浴びる。1980年、猪井貴志の協力を得て「真島満秀写真事務所」を設立。鉄道写真の第一人者として青春18きっぷや、JRのポスター、時刻表の写真などの撮影も手がけた。鉄道と自然や人との関わりを描いた叙情的な作風が特色。また中井精也、山崎友也ほか多くの鉄道写真家を育てる。若い頃はスーパーカーの撮影にもたずさわっていた。
2009年3月14日、死去。享年63。折りしもこの日は栄光の九州ブルートレインの最終運行日でもあり、「真島さんはブルトレで旅立ってしまった」と語られている。

## 主な著書
- 「浪漫鉄道 : 真島満秀写真集」(東京新聞出版局, 1995)
- 「鉄道記」(福音館書店, 2002)
- 「驛の記憶」(小学館, 2003)

山川啓介との共著
- 「鉄道の旅」 東日本編, 西日本編 (小学館, 2007-2008)
- 「鉄道写真家 真島満秀の世界」(JTBパブリッシング, 2010)

没後に出版された。